# Cauffry
Cauffry és un municipi francès, situat al departament de l'Oise i a la regió dels Alts de França. L'any 1999 tenia 2.300 habitants.

## Situació
Cauffry es troba al sud de Clermont de l'Oise, aproximadament a mig camí entre Clermont i Creil.

## Administració
Cauffry forma part del cantó de Liancourt, que al seu torn forma part de l'arrondissement de Clermont. L'alcalde de la ciutat és Alain Petigny (2001-2008).